# Maków (województwo łódzkie)

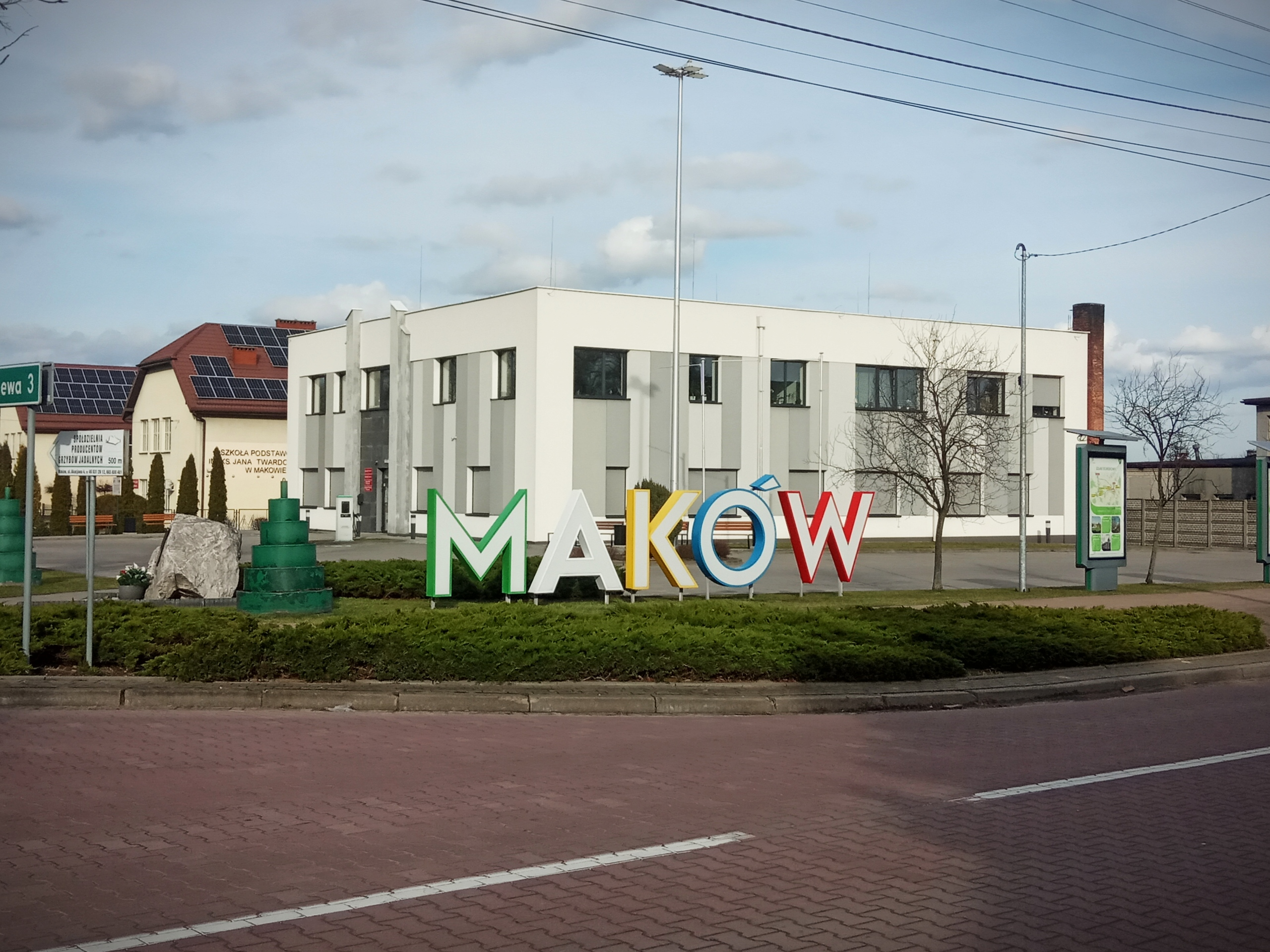
Siedziba Urzędu Gminy w centrum wsi

Maków – wieś w Polsce położona w województwie łódzkim, w powiecie skierniewickim, w gminie Maków. Miejscowość jest siedzibą gminy Maków.

## Historia
Wieś arcybiskupstwa gnieźnieńskiego w ziemi rawskiej województwa rawskiego w 1792 roku. W latach 1975–1998 miejscowość administracyjnie należała do województwa skierniewickiego.
Znajduje się tu również zabytkowy kościół, którego budowa zakończyła się w 1777 roku. Kościół ten stanął na miejscu wcześniejszego kościoła rzymskokatolickiego (zbudowanego w XII lub XIV wieku), który jednak doszczętnie spłonął w XVIII wieku. W pobliżu kościoła znajduje się cmentarz rzymskokatolicki.
W latach 1977–1982 w gminie Skierniewice.
W 2013 r. Maków wraz z Osiedlem Zdrojowym na terenie Skierniewic oraz sołectwami Krężce i Dąbrowice uzyskał status obszaru ochrony uzdrowiskowej („Obszar Ochrony Uzdrowiskowej Skierniewice – Maków”). Został pozbawiony tego statusu w 2023 r.

## Charakterystyka
W Makowie znajduje się żłobek, przedszkole i szkoła podstawowa im. księdza Jana Twardowskiego.
Najważniejszymi ulicami Makowa są ulica Główna i Brzosty, będące drogą przelotową przez miejscowość.
W miejscowości znajduje się przystanek kolejowy oraz PKS. Znajdują się tu też dwa ośrodki zdrowia, stacja PKP oraz remiza straży pożarnej.

## Zabytki
Według rejestru zabytków NID na listę zabytków wpisane są obiekty:
- kościół parafialny pw. św. Wojciecha, 2 poł. XVIII w., nr rej.: 241-XII-2 z 8.04.1950 oraz 279 z 29.12.1967
- cmentarz kościelny, nr rej.: 980/A z 16.11.1994
- Pałacyk Łowczego, 1820–1830, nr rej.: 987/A z 13.02.1995